# 皮辛县

所在位置

皮辛县（乌尔都语：پشین），巴基斯坦俾路支省北部的一个县。1975年，该县析置自奎达县。该县总人口500,000（2005年估计），绝大部分为普什图族。县治位于皮辛。

## 行政区划
皮辛县分为4个乡。